# Чобанян, Карапет Сиреканович
Карапет Сиреканович Чобанян (арм. Կարապետ Սիրեկանի Չոբանյան; 25 февраля 1927, Карцахи, Грузинская ССР — 15 октября 1978, Ереван, Армянская ССР) — армянский учёный-механик, кандидат физико-математических наук, сотрудник Института механики НАН Армении. Открыл эффект малонапряжённости, включенный в Государственный реестр открытий СССР под № 102. Также разработал новый метод сварки.

## Биография
Окончил Ереванский государственный университет в 1948 году, где там же получил кандидатскую степень физико-математических наук в 1951 году.
С 1954 года работал в Институте механики НАН Армении. 
Работы Чобаняна относятся к проблемам теории упругости, напряжённо-деформированным состояниям однородных и неоднородных упругих тел.
В 1966 году, изучая влияние неоднородности материала на распределение напряжений, он обнаружил ранее неизвестное в теории упругости явление, которое позже назвал явлением малого напряжения. Это открытие стало важным прогрессом в науке, позволившим значительно повысить прочность сварных конструкций и изменить представления об ограниченных возможностях сварки. 
Формула эффекта малонапряжённости: 
Установлено неизвестное ранее явление малонапряженности края поверхности соединения в составном теле при действии общей нагрузки, характерное для выступающего края однородного тела, наблюдаемое в окрестности края при условии, когда в составном теле сумма углов α и β между поверхностью соединения и внешней поверхностью тела меньше 3/2 π и угол а, относящийся к материалу с большими модулем упругости и коэффициентом поперечной деформации, заключен в пределах β<α<π
Это открытие было признано в СССР и Чобаняну был вручен соответствующий диплом за номером 102. 
Данное открытие применяется при создании прочных конструкций оборудования, машин, приборов. В медицине оно применяется в хирургии, при восстановлении костей, в протезировании и т. д.
Эффект малонапряжённости предполагает устранение концентрации напряжений, повышения вибропрочности деталей из биметалла, соединений разнородных материалов и прочее.